# Liverpool Football Club 2002-2003
Questa voce raccoglie le informazioni riguardanti il Liverpool Football Club nelle competizioni ufficiali della stagione 2002-2003.

## Divise e sponsor
| Casa | Trasferta | Terza divisa |  |

## Rosa
| N. |                        | Ruolo | Calciatore             |
| -- | ---------------------- | ----- | ---------------------- |
| 1  | Polonia (bandiera)     | P     | Jerzy Dudek            |
| 2  | Svizzera (bandiera)    | D     | Stéphane Henchoz       |
| 3  | Portogallo (bandiera)  | D     | Abel Xavier            |
| 4  | Finlandia (bandiera)   | D     | Sami Hyypiä (capitano) |
| 5  | Rep. Ceca (bandiera)   | A     | Milan Baroš            |
| 6  | Germania (bandiera)    | D     | Markus Babbel          |
| 7  | Rep. Ceca (bandiera)   | C     | Vladimír Šmicer        |
| 8  | Inghilterra (bandiera) | A     | Emile Heskey           |
| 9  | Senegal (bandiera)     | A     | El Hadji Diouf         |
| 10 | Inghilterra (bandiera) | A     | Michael Owen           |
| 13 | Inghilterra (bandiera) | C     | Danny Murphy           |
| 14 | Norvegia (bandiera)    | D     | Vegard Heggem          |
| 15 | Rep. Ceca (bandiera)   | C     | Patrik Berger          |
| 16 | Germania (bandiera)    | C     | Dietmar Hamann         |
| 17 | Inghilterra (bandiera) | C     | Steven Gerrard         |
| 18 | Norvegia (bandiera)    | D     | John Arne Riise        |
| 19 | Guadalupa (bandiera)   | P     | Pegguy Arphexad        |
| 21 | Senegal (bandiera)     | C     | Salif Diao             |

| N. |                        | Ruolo | Calciatore       |
| -- | ---------------------- | ----- | ---------------- |
| 22 | Inghilterra (bandiera) | P     | Chris Kirkland   |
| 23 | Inghilterra (bandiera) | D     | Jamie Carragher  |
| 24 | Francia (bandiera)     | C     | Bernard Diomède  |
| 25 | Croazia (bandiera)     | C     | Igor Bišćan      |
| 26 | Irlanda (bandiera)     | C     | Richie Partridge |
| 27 | Francia (bandiera)     | D     | Grégory Vignal   |
| 28 | Francia (bandiera)     | C     | Bruno Cheyrou    |
| 30 | Mali (bandiera)        | D     | Djimi Traoré     |
| 31 | Francia (bandiera)     | D     | Alou Diarra      |
| 32 | Inghilterra (bandiera) | C     | John Welsh       |
| 33 | Inghilterra (bandiera) | A     | Neil Mellor      |
| 34 | Finlandia (bandiera)   | C     | Daniel Sjölund   |
| 35 | Inghilterra (bandiera) | D     | Stephen Warnock  |
| 36 | Inghilterra (bandiera) | D     | Jon Otsemobor    |
| 38 | Irlanda (bandiera)     | C     | Michael Foley    |
| 39 | Francia (bandiera)     | P     | Patrice Luzi     |
| 45 | Scozia (bandiera)      | C     | Robbie Foy       |

## Calciomercato

### Sessione estiva(dal 1º/7 al 31/8)
| Acquisti | Acquisti       | Acquisti      | Acquisti      |
| R.       | Nome           | da            | Modalità      |
| -------- | -------------- | ------------- | ------------- |
| P        | Patrice Luzi   | Monaco        | definitivo    |
| D        | Djimi Traoré   | Lens          | fine prestito |
| C        | Bruno Cheyrou  | Lilla         | definitivo    |
| C        | Alou Diarra    | Bayern Monaco | definitivo    |
| C        | Salif Diao     | Sedan         | definitivo    |
| A        | El Hadji Diouf | Lens          | definitivo    |

| Cessioni | Cessioni        | Cessioni            | Cessioni      |
| R.       | Nome            | a                   | Modalità      |
| -------- | --------------- | ------------------- | ------------- |
| P        | Jørgen Nielsen  | Nordsjælland        | definitivo    |
| D        | Stephen Warnock | Bradford PA         | prestito      |
| C        | Nick Barmby     | Leeds Utd           | definitivo    |
| D        | Stephen Wright  | Sunderland          | definitivo    |
| C        | Jari Litmanen   | Ajax                | definitivo    |
| C        | Gary McAllister | Coventry City       | definitivo    |
| A        | Nicolas Anelka  | Paris Saint-Germain | fine prestito |

## Risultati

### Premier League
| Arbitro: | D'Urso |

|  |           |           |
|  | Marcatori | 47’ Riise |

| Arbitro: | Winter |

|                                 |           |  |
| Diouf 3’, 51’ Murphy 89’ (rig.) | Marcatori |  |

| Arbitro: | Bennett |

|                     |           |                      |
| Dunn 16’ Grabbi 83’ | Marcatori | 31’ Murphy 77’ Riise |

| Arbitro: | Poll |

|                            |           |                       |
| Hamann 53’ Owen 73’ (rig.) | Marcatori | 81’ Speed 88’ Shearer |

| Arbitro: | N. Barry |

|                        |           |                   |
| Murphy 25’ Gerrard 49’ | Marcatori | 61’, 90’ Morrison |

| Arbitro: | Styles |

|                       |           |                           |
| Gardner 54’ Campo 87’ | Marcatori | 45’, 72’ Baroš 88’ Heskey |

| Arbitro: | Elleray |

|                     |           |  |
| Baroš 56’ Riise 90’ | Marcatori |  |

| Arbitro: | Durkin |

|  |           |                   |
|  | Marcatori | 4’, 64’, 88’ Owen |

| Arbitro: | Barber |

|          |           |  |
| Owen 90’ | Marcatori |  |

| Arbitro: | Dunn |

|  |           |          |
|  | Marcatori | 66’ Diao |

| Arbitro: | Riley |

|                            |           |              |
| Murphy 72’ Owen 86’ (rig.) | Marcatori | 82’ Richards |

| Arbitro: | Wolstenholme |

|               |           |  |
| Owen 27’, 55’ | Marcatori |  |

| Middlesbrough 9 novembre 2002, ore 15:00 WET 13ª giornata | Middlesbrough | 1 – 0 referto | Liverpool | Riverside Stadium (34 747 spett.)\| Arbitro: \| Halsey \| |
| Arbitro:                                                  | Halsey        |               |           |                                                           |

| Liverpool 17 novembre 2002, ore 15:00 WET 14ª giornata | Liverpool | 0 – 0 referto | Sunderland | Anfield (43 074 spett.)\| Arbitro: \| D'Urso \| |
| Arbitro:                                               | D'Urso    |               |            |                                                 |

| Arbitro: | Poll |

|                        |           |                      |
| Sava 5’, 69’ Davis 38’ | Marcatori | 62’ Hamann 87’ Baroš |

| Arbitro: | Wiley |

|            |           |                 |
| Hyypiä 82’ | Marcatori | 64’, 67’ Forlán |

| Arbitro: | Riley |

|                         |           |  |
| Euell 36’ Konchesky 78’ | Marcatori |  |

| Arbitro: | Halsey |

|                        |           |           |
| McCann 36’ Proctor 85’ | Marcatori | 68’ Baroš |

| Liverpool 22 dicembre 2002, ore 15:00 WET 19ª giornata | Liverpool | 0 – 0 referto | Everton | Anfield (44 025 spett.)\| Arbitro: \| Poll \| |
| Arbitro:                                               | Poll      |               |         |                                               |

| Arbitro: | N. Barry |

|           |           |          |
| Riise 18’ | Marcatori | 77’ Cole |

| Arbitro: | Winter |

|                  |           |                   |
| Henry 79’ (rig.) | Marcatori | 70’ (rig.) Murphy |

| Arbitro: | Gallagher |

|            |           |  |
| Robert 13’ | Marcatori |  |

| Arbitro: | Durkin |

|          |           |                   |
| Owen 38’ | Marcatori | 50’ (rig.) Dublin |

| Arbitro: | Bennett |

|  |           |            |
|  | Marcatori | 14’ Heskey |

| Arbitro: | Halsey |

|                      |           |                       |
| Riise 52’ Heskey 90’ | Marcatori | 8’ Pirès 64’ Bergkamp |

| Arbitro: | Messias |

|  |           |                                |
|  | Marcatori | 6’ Baroš 9’ Gerrard 67’ Heskey |

| Arbitro: | Bennett |

|           |           |            |
| Riise 74’ | Marcatori | 37’ Geremi |

| Arbitro: | Wilkes |

|                           |           |          |
| Clemence 34’ Morrison 68’ | Marcatori | 77’ Owen |

| Arbitro: | Barber |

|                    |           |  |
| Diouf 44’ Owen 67’ | Marcatori |  |

| Arbitro: | Rennie |

|                            |           |                                 |
| Taricco 48’ Sheringham 87’ | Marcatori | 51’ Owen 72’ Heskey 82’ Gerrard |

| Arbitro: | D'Urso |

|                                 |           |            |
| Owen 12’ Murphy 20’ Gerrard 73’ | Marcatori | 44’ Viduka |

| Arbitro: | Riley |

|                                                             |           |  |
| van Nistelrooy 5’ (rig.), 65’ (rig.) Giggs 78’ Solskjær 90’ | Marcatori |  |

| Arbitro: | Wiley |

|                     |           |  |
| Heskey 36’ Owen 60’ | Marcatori |  |

| Arbitro: | Durkin |

|                     |           |                     |
| Unsworth 58’ (rig.) | Marcatori | 31’ Owen 64’ Murphy |

| Arbitro: | Dunn |

|                        |           |              |
| Hyypiä 86’ Gerrard 90’ | Marcatori | 47’ Bartlett |

| Arbitro: | Gallagher |

|  |           |                                        |
|  | Marcatori | 15’, 49’, 61’, 67’ Owen 47’, 84’ Baroš |

| Arbitro: | Barry |

|           |           |                        |
| Baroš 59’ | Marcatori | 74’ (rig.), 90’ Anelka |

| Arbitro: | Wiley |

|                           |           |            |
| Desailly 13’ Grønkjær 27’ | Marcatori | 11’ Hyypiä |

### FA Cup
| Arbitro: | Rennie |

|  |           |                   |
|  | Marcatori | 47’ (rig.) Murphy |

| Londra 26 gennaio 2003 Quarto turno | Crystal Palace | 0 – 0 referto | Liverpool | Selhurst Park (26 054 spett.)\| Arbitro: \| Styles \| |
| Arbitro:                            | Styles         |               |           |                                                       |

| Arbitro: | Dowd |

|  |           |                             |
|  | Marcatori | 55’ Gray 79’ (aut.) Henchoz |

### League Cup
| Arbitro: | Dowd |

|                                |           |             |
| Berger 45’ Diouf 57’ Baroš 60’ | Marcatori | 55’ Delgado |

| Arbitro: | Gallagher |

|                                     |                      |                                           |
| Diouf 54’ (rig.)                    | Marcatori            | 14’ Miller                                |
| Gerrard Baroš Riise Carragher Diouf | Tiri di rigore 5 – 4 | Holland Clapham Magilton Miller Armstrong |

| Arbitro: | Barber |

|                                                        |           |                                       |
| Vassell 23’ (rig.) Hitzlsperger 72’ Henchoz 88’ (aut.) | Marcatori | 27’, 90’ Murphy 54’ Baroš 67’ Gerrard |

| Arbitro: | Dean |

|                |           |            |
| Tonge 76’, 82’ | Marcatori | 35’ Mellor |

| Arbitro: | Wiley |

|                    |           |  |
| Diouf 9’ Owen 107’ | Marcatori |  |

#### Finale
| Arbitro: | Durkin |

|  |           |                      |
|  | Marcatori | 39’ Gerrard 86’ Owen |

### UEFA Champions League

#### Prima fase a gironi
| Arbitro: | Herbert Fandel |

|                      |           |  |
| Aimar 20’ Baraja 38’ | Marcatori |  |

| Arbitro: | Dick van Egmond |

|           |           |           |
| Baroš 34’ | Marcatori | 43’ Rossi |

| Arbitro: | Alain Hamer |

|                                                |           |  |
| Heskey 7’, 89’ Cheyrou 15’ Hyypiä 28’ Diao 81’ | Marcatori |  |

| Arbitro: | Konrad Plautz |

|                 |           |                      |
| Danishevsky 23’ | Marcatori | 29’, 70’, 90+1’ Owen |

| Arbitro: | Terje Hauge |

|  |           |            |
|  | Marcatori | 34’ Rufete |

| Arbitro: | Claude Colombo |

|                                 |           |                                |
| Rossi 2’ Giménez 22’ Atouba 29’ | Marcatori | 61’ Murphy 64’ Šmicer 85’ Owen |

### Coppa UEFA

#### Terzo turno
| Arbitro: | Manuel Enrique Mejuto González |

|  |           |          |
|  | Marcatori | 26’ Owen |

| Arbitro: | Wolfgang Stark |

|          |           |  |
| Owen 21’ | Marcatori |  |

#### Ottavi di finale
| Arbitro: | Massimo De Santis |

|  |           |            |
|  | Marcatori | 72’ Hyypiä |

| Arbitro: | Antonio López Nieto |

|                     |           |  |
| Owen 66’ Murphy 72’ | Marcatori |  |

#### Quarti di finale
| Arbitro: | Terje Hauge |

|            |           |            |
| Larsson 2’ | Marcatori | 17’ Heskey |

| Arbitro: | Markus Merk |

|  |           |                          |
|  | Marcatori | 45’ Thompson 82’ Hartson |

## Statistiche finali

### Statistiche di squadra
| Competizione     | Punti | In casa | In casa | In casa | In casa | In casa | In casa | In trasferta | In trasferta | In trasferta | In trasferta | In trasferta | In trasferta | In campo neutro | In campo neutro | In campo neutro | In campo neutro | In campo neutro | In campo neutro | Totale | Totale | Totale | Totale | Totale | Totale | DR  |
| Competizione     | Punti | G       | V       | N       | P       | Gf      | Gs      | G            | V            | N            | P            | Gf           | Gs           | G               | V               | N               | P               | Gf              | Gs              | G      | V      | N      | P      | Gf     | Gs     | DR  |
| ---------------- | ----- | ------- | ------- | ------- | ------- | ------- | ------- | ------------ | ------------ | ------------ | ------------ | ------------ | ------------ | --------------- | --------------- | --------------- | --------------- | --------------- | --------------- | ------ | ------ | ------ | ------ | ------ | ------ | --- |
| Premier League   | 64    | 19      | 9       | 8       | 2       | 30      | 16      | 19           | 9            | 2            | 8            | 31           | 25           | -               | -               | -               | -               | -               | -               | 38     | 18     | 10     | 10     | 61     | 41     | +20 |
| FA Cup           | -     | 1       | 0       | 0       | 1       | 0       | 2       | 2            | 1            | 1            | 0            | 1            | 2            | -               | -               | -               | -               | -               | -               | 3      | 1      | 1      | 1      | 1      | 2      | -1  |
| League Cup       | -     | 3       | 2       | 1       | 0       | 6       | 2       | 2            | 1            | 0            | 1            | 5            | 5            | 1               | 1               | 0               | 0               | 2               | 0               | 6      | 4      | 1      | 1      | 13     | 7      | +6  |
| Community Shield | -     | -       | -       | -       | -       | -       | -       | -            | -            | -            | -            | -            | -            | 1               | 0               | 0               | 1               | 0               | 1               | 1      | 0      | 0      | 1      | 0      | 1      | -1  |
| Champions League | -     | 5       | 4       | 0       | 1       | 10      | 2       | 5            | 4            | 0            | 1            | 8            | 4            | -               | -               | -               | -               | -               | -               | 10     | 8      | 0      | 2      | 18     | 6      | +12 |
| Coppa UEFA       | -     | 3       | 2       | 0       | 1       | 3       | 2       | 3            | 2            | 1            | 0            | 3            | 1            | -               | -               | -               | -               | -               | -               | 6      | 4      | 1      | 1      | 6      | 3      | +3  |
| Totale           | -     | 31      | 17      | 9       | 5       | 49      | 24      | 31           | 17           | 4            | 10           | 48           | 37           | 2               | 1               | 0               | 1               | 2               | 1               | 64     | 35     | 13     | 16     | 99     | 60     | +39 |

### Andamento in campionato
| Giornata  | 1 | 2 | 3 | 4 | 5 | 6 | 7 | 8 | 9 | 10 | 11 | 12 | 13 | 14 | 15 | 16 | 17 | 18 | 19 | 20 | 21 | 22 | 23 | 24 | 25 | 26 | 27 | 28 | 29 | 30 | 31 | 32 | 33 | 34 | 35 | 36 | 37 | 38 |
| --------- | - | - | - | - | - | - | - | - | - | -- | -- | -- | -- | -- | -- | -- | -- | -- | -- | -- | -- | -- | -- | -- | -- | -- | -- | -- | -- | -- | -- | -- | -- | -- | -- | -- | -- | -- |
| Luogo     | T | C | T | C | C | T | C | T | C | T  | C  | C  | T  | C  | T  | C  | T  | T  | C  | C  | T  | T  | C  | T  | C  | T  | C  | T  | C  | T  | C  | T  | C  | T  | C  | T  | C  | T  |
| Risultato | V | V | N | N | N | V | V | V | V | V  | V  | V  | P  | N  | P  | P  | P  | P  | N  | N  | N  | P  | N  | V  | N  | V  | N  | P  | V  | V  | V  | P  | V  | V  | V  | V  | P  | P  |
| Posizione | 6 | 2 | 2 | 3 | 4 | 4 | 3 | 3 | 3 | 1  | 1  | 1  | 1  | 2  | 2  | 2  | 4  | 6  | 6  | 6  | 6  | 7  | 7  | 6  | 6  | 6  | 6  | 7  | 6  | 6  | 5  | 6  | 6  | 5  | 5  | 5  | 5  | 5  |

Legenda:

Luogo: C = Casa; T = Trasferta. Risultato: R = Rinviata; V = Vittoria; N = Pareggio; P = Sconfitta.

### Statistiche individuali
| Giocatore | Premier League | Premier League | Premier League | Premier League | FA Cup+EFL Cup | FA Cup+EFL Cup | FA Cup+EFL Cup | FA Cup+EFL Cup | Champions League | Champions League | Champions League | Champions League | Coppa UEFA | Coppa UEFA | Coppa UEFA  | Coppa UEFA | Totale   | Totale | Totale      | Totale     |
| Giocatore | Presenze       | Reti           | Ammonizioni    | Espulsioni     | Presenze       | Reti           | Ammonizioni    | Espulsioni     | Presenze         | Reti             | Ammonizioni      | Espulsioni       | Presenze   | Reti       | Ammonizioni | Espulsioni | Presenze | Reti   | Ammonizioni | Espulsioni |
| --------- | -------------- | -------------- | -------------- | -------------- | -------------- | -------------- | -------------- | -------------- | ---------------- | ---------------- | ---------------- | ---------------- | ---------- | ---------- | ----------- | ---------- | -------- | ------ | ----------- | ---------- |